# Port Hedland Immigration Reception and Processing Centre
Das Port Hedland Immigration Reception and Processing Centre war ein australisches Internierungslager für Boatpeople. Es wurde im Mai 1991 eröffnet und war das erste, das nach der Verabschiedung eines neuen Gesetzes einer neuen und rigideren Migrations- und Asylpolitik Australiens diente.

## Gebäudekomplex
Das Internierungslager befand sich auf dem Gelände des Hafens von Port Hedland, einer Stadt in der Pilbara-Region von Western Australia. Es handelte sich um einen Gebäudekomplex aus dem Jahr 1960, den ursprünglich der Bergbaukonzern BHP Billiton für seine Arbeiter errichtet hatte, die dort Eisenerz verschifften. Die gemauerten Gebäude waren zweistöckig und der gesamte Komplex gegen Fluchtversuche umzäunt. Das Lager hatte eine Kapazität für 820 Personen.

## Politik
Das Internierungslager folgte einem Paradigmenwechsel der australischen Politik: Der liberale Umgang mit vietnamesischen Boatpeople veränderte sich zu einer Einwanderungshaft, zunächst vornehmlich für kambodschanische Boatpeople. Als der „Migration Legislation Amendment Act“ im Jahr 1989 verabschiedet wurde, bestand für die australische Administration erstmals die gesetzliche Voraussetzung dafür, Boatpeople festzunehmen. Mithilfe dieses Gesetzes sollten kambodschanische Boatpeople abgeschreckt werden, wenngleich die Zahl der Asylanträge von kambodschanischen Boatpeople im Jahr 1989 lediglich 26 betrug. Am 5. Mai 1991 wurde das Port Hedland Immigration Detention Centre eröffnet. Auf Basis des „Migration Amendment Act 1992“ wurde die Einwanderungshaft über alle Personen verfügt, die ohne Visum in Australien ankamen oder sich dort aufhielten. Die Verweildauer der inhaftierten Boatpeople war zunächst relativ gering, jedoch nicht für die Kambodschaner, denn während Boatpeople anderer Nationen im Jahr 1989 im Durchschnitt 15,5 Tage in australischen Internierungslager untergebracht waren, lag der Durchschnitt der Kambodschaner bei 523 Tagen.

## Verhältnisse im Lager
Im Internierungslager Port Hedland gab es zahlreiche sowohl friedliche als auch gewaltsame Proteste. Die Insassen protestierten gegen ihre Unterbringung mit Ausbruchsversuchen, Hungerstreiks, Aufruhr, Suizidversuchen oder nähten sich aus Protest die Lippen zusammen. Das Lager, das weit entfernt von größeren urbanen Siedlungen liegt, wurde nach außen abgeschottet. Erstmals 1999 durften Pressevertreter das Internierungslager betreten.

## Entwicklung
Am 31. Dezember 2001 wurde es in einem Aufruhr gebrandschatzt, dabei entstand ein Schaden in Höhe von 3 Millionen AUD. Im Juli 2002 sollte das Lager einen Isolationsblock erhalten, der 3,3 Millionen AUD kosten sollte. Er wurde im Juni 2003 fertiggestellt. Gegen Ende des Jahres 2003 waren die Zahlen der ankommenden Boatpeople stark gefallen: Es gab 1176 asylsuchende Boatpeople, von denen 145 in Port Hedland untergebracht waren. 2004 wurde das Internierungslager geschlossen und im Jahr 2007 wurde es endgültig als Internierungsstandort aufgegeben und anderweitig genutzt.